# Cardston
Cardston é um município canadense da província de Alberta. Foi fundado em 1887 por pioneiros Mormons e sua população, em 2001, era de 3.475 habitantes. As principais atividades econômicas do município são agricultura, serviços e turismo.